# Zoja Abramowa
Zoja Abramowa (ros. Зоя Александровна Абрамова; ur. 19 marca 1925, zm. 31 października 2013 ) — radziecka archeolog.

## Życiorys
Po ukończeniu w 1951 wydziału historycznego Leningradzkiego Uniwersytetu Państwowego pracowała w Leningradzkim Oddziale Instytutu Historii Materialnej Akademii Nauk ZSRR - Leningradzkim Oddziale Instytutu Archeologii Akademii Nauk ZSRR - Rosyjskiej Akademii Nauk, profesor. Doktor nauk historycznych (1972) . 

## Wybrane prace
- prace z dziedziny sztuki pierwotnej epoki kamiennej na Syberii;
- prace z dziedziny sztuki pierwotnej paleolitu Azji i Ameryki Północnej, w tym książki:
  - "Izobrażenije czełowieka w paleoliticzeskom iskusstwie Jewrazii" (1966);
  - "Paleolit Jenisieja: Afontowskaja kultura" (1979);
  - "Paleolit Kawkaza i Siewiernoj Azii" (1989, z Wasilijem Lubinem)[2] .